# ラメラフォン

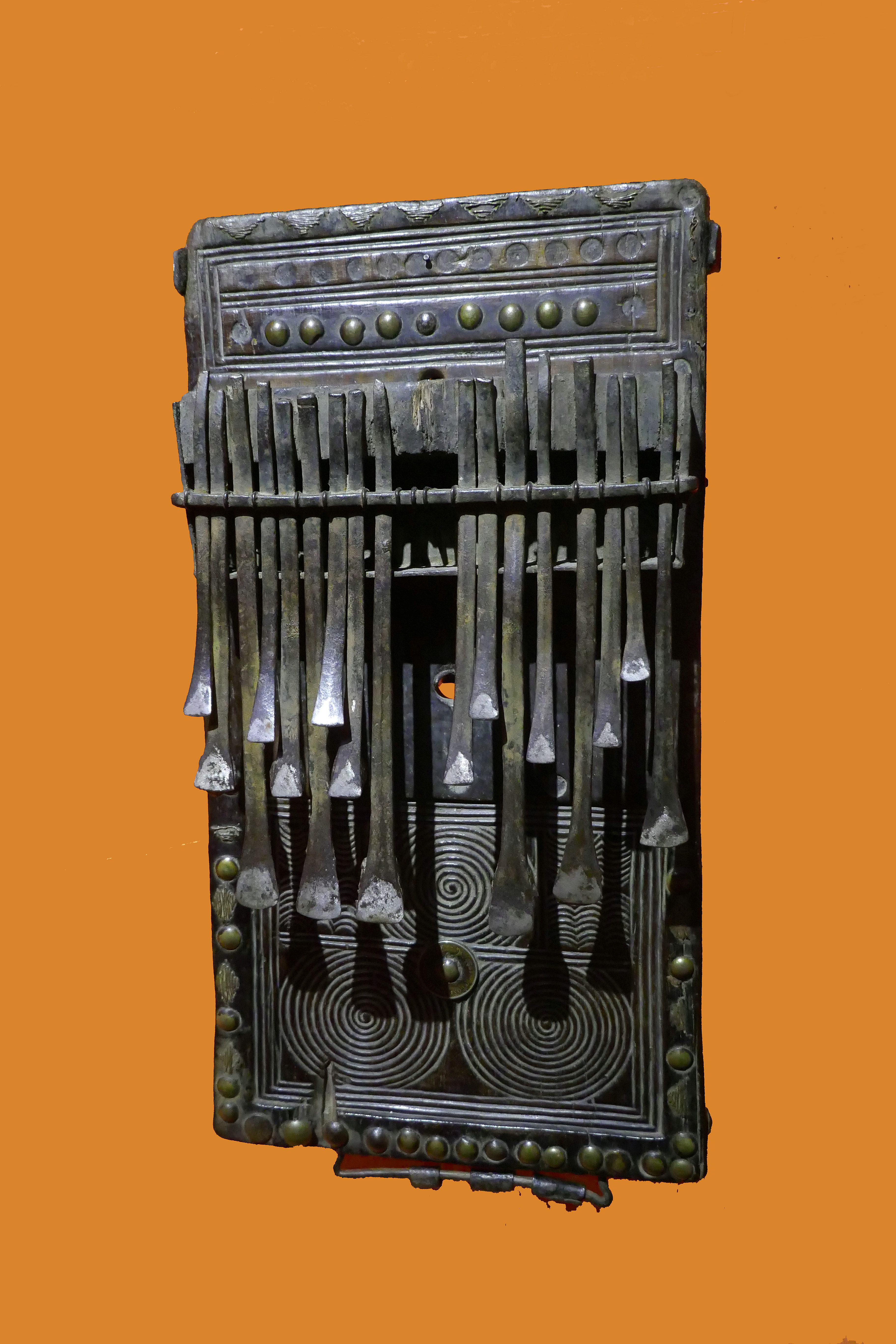
アンゴラのチョクウェ人のキサンジ

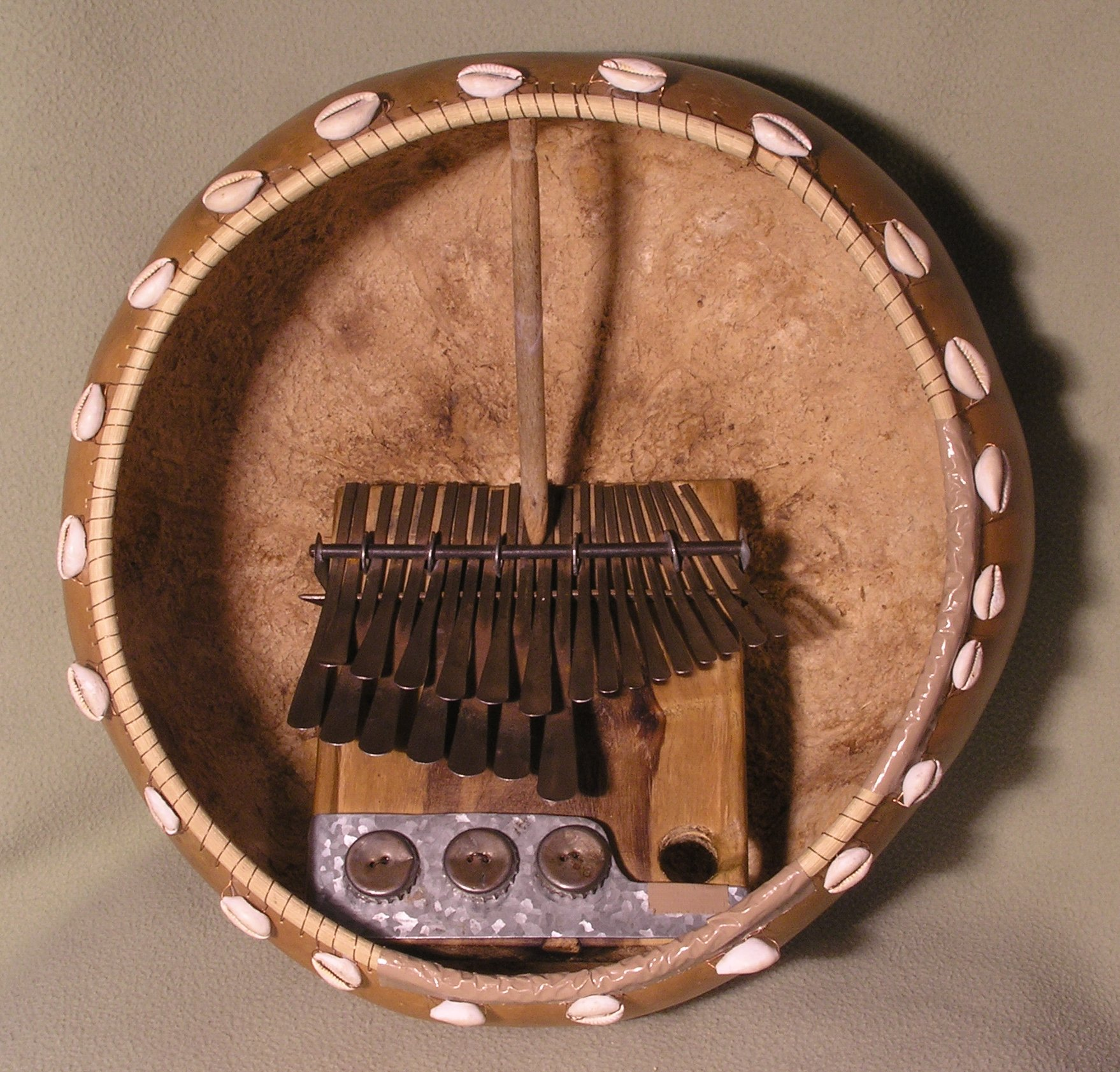
ジンバブエのショナ人のムビラ。ヒョウタンを共鳴胴として使用

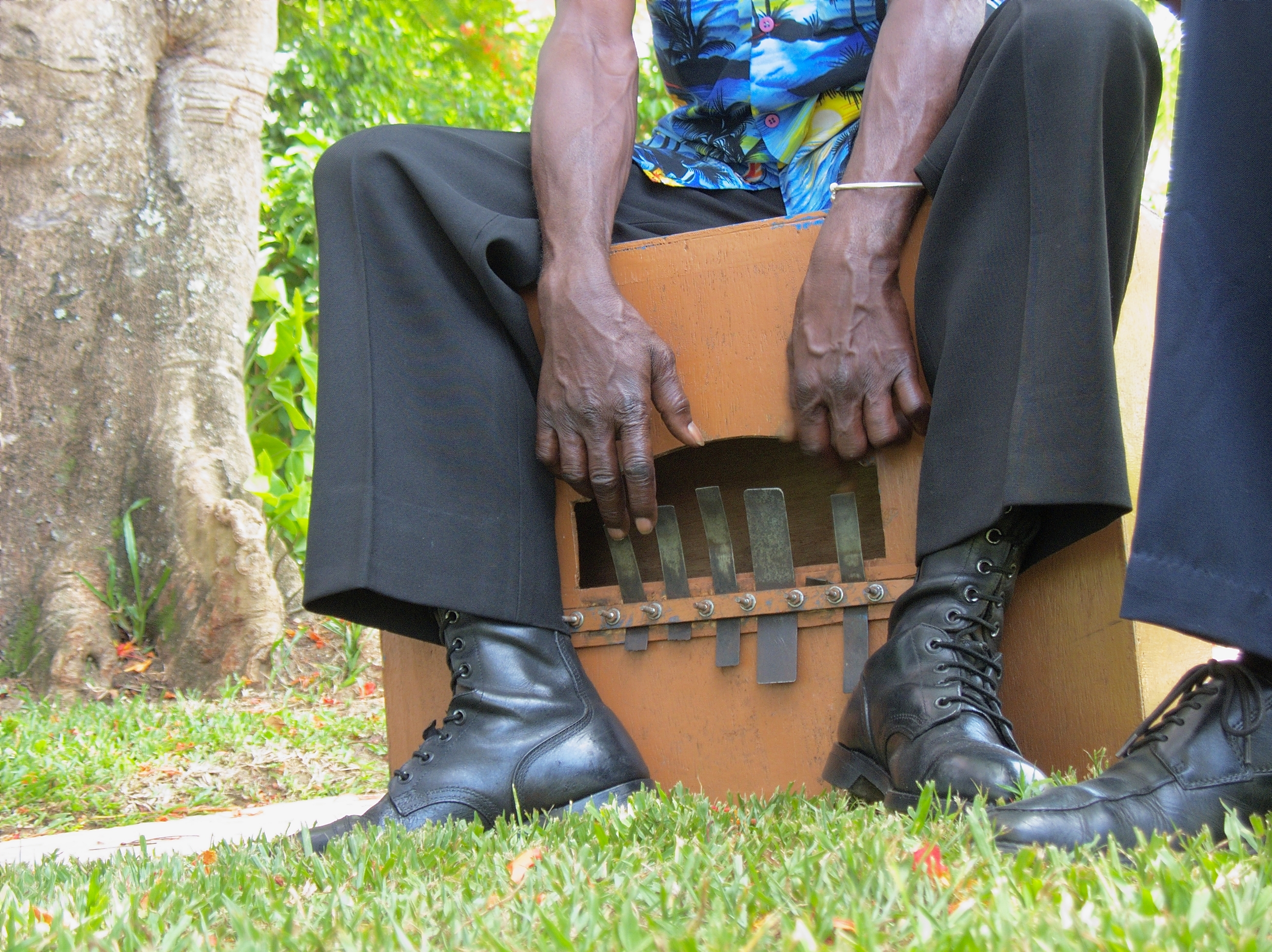
キューバのマリンブラを弾く人

ラメラフォン(Lamellaphone)またはラメロフォン(Lamellophone)とは金属または植物由来の薄板を使用する楽器。ザックス＝ホルンボステル分類では体鳴楽器の一種である「12 摘奏体鳴楽器(plucked idiophones)」にあたる。

## 概要
金属製や植物由来の多数の振動板が並んでおり、それらを指ではじくことによって音を出す。各振動板は音階に応じた振動により音を出す。親指ピアノとも呼ばれ、オルゴールの原型であるともいわれる。主にサハラ以南のアフリカで演奏されており、マラウィとザンビアのチェワ人によるカリンバ、ジンバブエを中心とするショナ人のムビラが有名。
奴隷貿易に伴って一部のラメラフォンはカリブ海地域・中央アメリカ・南アメリカなどに伝わった。
ラメラフォンという名称はラテン語のlamina（板）に指小辞がついたlamella（小さな金属片）に由来する。ゲルハルト・クービックの1966年のドイツ語の論文で「Lamellophon」の形で初めて使用されて以来西洋諸言語で使われるようになり、英語やフランス語では「lamellaphone」、ポルトガル語では「lamelofone」のように少しずつ異なる形で一般化した。小さな金属片を発音器官とする楽器には口琴、ハーモニカ、アコーディオンなどもあるが、これらはラメラフォンには含まれない。
アフリカでは地域や種類により多種多様な名称があるが、名詞クラスマーカーを除いた語幹部分は「-limba/rimba」、「-mbila/mbira」、「-sansi/sanji」、「-kembe」が使われることが多い。同じ語幹は「マリンバ」のように木琴類にも使用される。

## 歴史
2500年ほど前に西アフリカでラフィアヤシを材料とするラメラフォンが作られ、バントゥー系民族の拡大とともに中部アフリカと南東アフリカに伝播したと仮定されている。南東アフリカのジンバブエ、ザンビア、モザンビーク一帯は後期鉄器時代のアフリカにおける冶金の中心地であり、ここで金属製のラメラフォンが発達したと推測される。ザンビアのザンベジ川畔のKumadzulo遺跡では、ラメラフォンのものかと思われる5-7世紀の金属片が発見されている。文献上はポルトガルの宣教師ジョアン・ドス・サントスが1609年に「ambira」という9音からなるジンバブエのラメラフォンについて詳しく記述している。

## 文献
- Gansemans, Jos. "Le marimbula, un lamellophone africain aux Antilles néerlandaises." Cahiers d’ethnomusicologie. Anciennement Cahiers de musiques traditionnelles 2 (1989): 125-132.
- Trail, Shawn, et al. "El-Lamellophone-An Open Framework for Low-cost, DIY, Autonomous Lemellophone Based Hyperinstruments." Proceedings of the International Conference on New Interfaces for Musical Expression. 2014.
- Reuster-Jahn, Uta. "The Mwera Lamellophone Luliimba." African Music: Journal of the International Library of African Music 8.1 (2007): 6-20.
- 池谷和信「アンゴラ北東部におけるチョクウェの「親指ピアノ」の多様性と生活世界」『アフリカ研究』第60号、2002年、75-84頁、doi:10.11619/africa1964.2002.75。